# Fliegerrevue

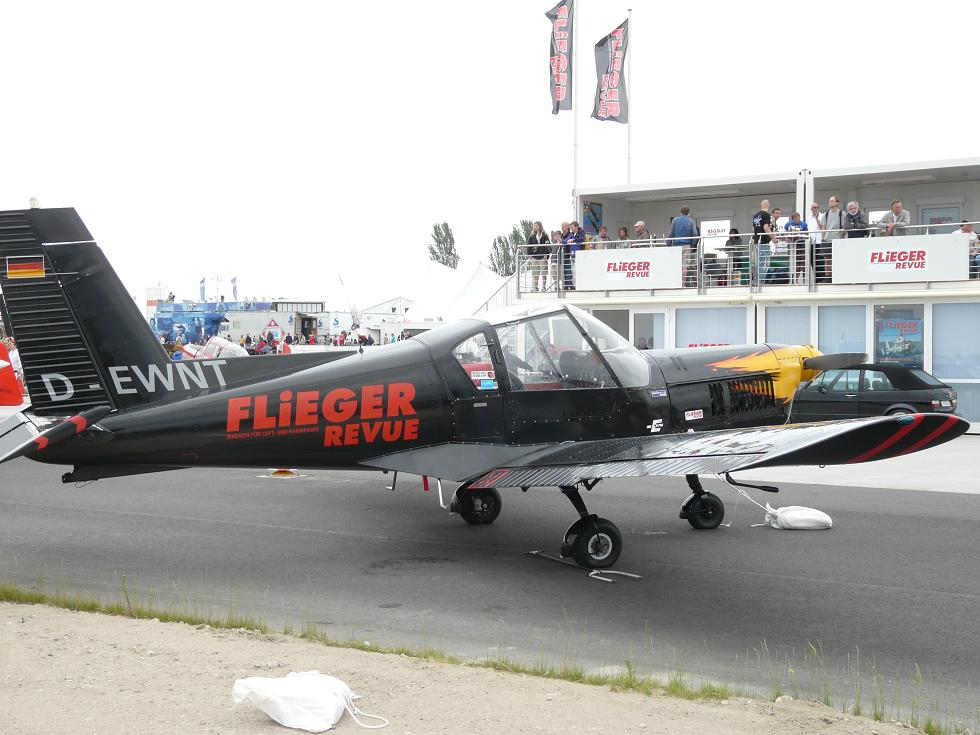
Eine Zlín Z-42 mit dem Logo der Fliegerrevue auf der ILA 2010

Fliegerrevue war eine monatlich erscheinende deutsche Zeitschrift mit dem Schwerpunkt Flugsport sowie zivile und militärische Luftfahrt. Nach der Insolvenzerklärung des Verlages wurde die Redaktion zum 1. März 2024 aufgelöst. Das letzte erschienene Heft war die Nummer 1/2024, in der es eine Vorschau auf die nie erschienene Ausgabe 2/2024 gab.
Gegründet wurde die Zeitschrift unter dem ursprünglichen Namen „Flügel der Heimat“ im Jahre 1955 in der DDR, und entsprechend lag das Hauptaugenmerk auf dem Flugwesen in Ostdeutschland und Osteuropa. Der ursprüngliche Name wurde vom Pendant der damaligen UdSSR übernommen. Sie kostete 1,50 Mark und wurde vom Zentralvorstand der Gesellschaft für Sport und Technik (GST) im Verlag für Sport und Technik herausgegeben, welcher zum Militärverlag der DDR gehörte.
Von 1960 bis 1969 erschienen die Ausgaben unter dem Namen Aero-Sport unter der Federführung von Karl Heinz Hardt, Sohn einer Kaufmannsfamilie, der sich bereits in jungen Jahren für den Segelflugsport begeisterte. 1943 wurde er als Siebzehnjähriger zur Wehrmacht eingezogen und wurde dort als Flugzeugführer ausgebildet. 1950 begann in der DDR der Aufbau einer Segelflugsportorganisation. Hardt wurde als Flugsportfunktionär der FDJ im Kreis Zittau eingesetzt. In diese Zeit fällt auch die Entdeckung seines Schreibtalents. In zahlreichen Zeitungsartikeln hatte er immer wieder über das Abenteuer des Fliegens berichtet. 1952 wurde Karl Heinz Hardt als Flugsportredakteur in den Zentralvorstand der Gesellschaft für Sport und Technik nach Berlin berufen und arbeitete dort für die Zeitschrift „Flügel der Heimat“; diese wurde 1960 in Aero-Sport umgetauft und erhielt unter Hardt 1970 den Namen Flieger-Revue, unter dem sie als Fachzeitschrift für Luft- und Raumfahrt auch international bekannt wurde. Bis zur Pensionierung im Jahre 1990 war Karl Heinz Hardt als Chefredakteur der Flieger-Revue tätig.
Nach 1990 wurde die Flieger-Revue unter dem gleichen Titel fortgeführt. Die Inhalte wurden thematisch breiter und internationaler, wobei noch immer Belange der Luft- und Raumfahrt aus den früheren sogenannten Ostblockstaaten besonders angesprochen werden. Die Berichterstattung reicht vom Luftsport und Fliegen mit Ultraleichtflugzeugen über die gesamte kommerzielle und militärische Luftfahrt bis zur Raumfahrt. Daneben gibt es in jeder Ausgabe eine Sammelserie und Typenreihen über Luftfahrzeuge sowie Beiträge zum Modellbau. Seit 1995 wird die Zeitschrift von Lutz Buchmann geleitet.
Ab 2002 bis zur Einstellung 2024 erschien als Spezialzeitschrift zur Luftfahrtgeschichte die Fliegerrevue X. Weiterhin gab die Fliegerrevue jährlich den Karriere-Guide Luftfahrtberufe heraus.
Der Titel FLIEGERREVUE wurde seit Januar 1970 geführt. Davor lauteten die Namen:
- AEROSPORT (Preis 1 Mark, erschienen Januar 1960 bis Dezember 1969)
- FLÜGEL DER HEIMAT (Preis 0,50 Mark bis April 1956, danach 0,75 Mark bis Dezember 1956, danach 1 Mark; erschienen Oktober 1955 bis Dezember 1959)
- SPORT UND TECHNIK FLUGSPORT (Preis 0,50 Mark; April 1954 bis September 1955)
- SPORT UND TECHNIK (Preis 0,50 Mark; Oktober 1952 bis Dezember 1954), wobei dieser Titel ab April 1954 in verschiedene thematische Ausgaben aufgeteilt wurde (A = Motorsport, B = Flugsport, C= Amateurfunk usw.).

Der ursprünglich herausgebende Militärverlag benannte sich nach der deutschen Wiedervereinigung in Brandenburgisches Verlagshaus um. Später erschien die Zeitschrift im „Möller Buch und Zeitschriften Verlag GmbH“, Berlin. Seit 2011 war der Verleger die PPVMEDIEN GmbH in Bergkirchen. Am 16. Januar 2024 meldete der Verlag Insolvenz an.